# Mafia II
Mafia II este un joc video de tip single-player, al doilea din serie după Mafia: The City of Lost Heaven. A fost dezvoltat de 2K Czech, în trecut cunoscuți ca Illusion Softworks, și este publicat de 2K Games. Inițial anunțat în august 2007 la Convenția de jocuri de la Leipzig, a fost lansat în august 2010 pentru Microsoft Windows, PlayStation 3 și Xbox 360.

## Gameplay
Jocul se bazează pe evenimentele de la sfârșitul anilor '50. Personajul principal este Vito Scaletta, de mic delincvent, fost soldat de război, întors la mama sa la sfârșitul celui de-al Doilea Război Mondial. Când acesta ajunge în gară este așteptat de vechiul și bunul său prieten, Joe Barbaro, cu care va încerca să își facă o viață mai bună. La început viața lui este una normală ca a oricărui emigrant venit pentru a trăi The American Dream (Visul American). Pe parcurs Vito ajunge să trăiască o viață de lux, el fiind un adevărat mafiot. Prima parte a jocului se desfășoară iarna, a doua parte primăvara, iar în finalul jocului toamna. Jocul se termină cu Vito împreună cu amicul său Joe omorându-l pe Carlo Falcone (capul uneia din familiile de mafioți din oras, familia Falcone) neavând de ales deoarece Leo l-ar fi ucis pe Vito. După ce Vito și Leo se „ocupă” de ultima sarcină, Vito are parte de o surpriză, deoarece înțelegerea lui cu Leo nu-l avea în vedere pe prietenul său cel mai bun Joe. Este o experiență interesantă în lumea Mafiei a anilor '50.
Jocul este împărțit între două decade: anii '40 și anii '50 și se desfășoară în Empire Bay, un oraș fictiv inspirat din New York City, Chicago, Los Angeles, San Francisco, Boston și Detroit. Sunt 30-40 de vehicule în joc (45 cu DLC) precum și muzică licențiată din acei ani, care poate fi ascultată, împreună cu știrile și reclamele la trei posturi de radio fictive: Empire Central Radio, Empire Classic Radio și Delta Radio. Genurile abordate sunt rock and roll, big band, rhythm and blues, doo-wop iar printre cântăreți se numără Chuck Berry, The Everly Brothers, Dean Martin, Little Richard, Muddy Waters, Buddy Holly & The Crickets, Bing Crosby, Bill Haley & His Comets, The Chordettes, Bo Diddley, Rick Nelson, Eddie Cochran, The Champs, The Drifters, Screamin' Jay Hawkins.

## Marketing
Un trailer promoțional al jocului a fost lansat în august 2007. Un al doilea trailer a fost lansat în 14 decembrie 2008 la Premiile Spike pentru jocuri video pe . O variantă extinsă a trailerului a fost lansată pe 15 ianuarie care dura cu 30 de secunde mai mult în care a fost incluse scene din joc.
Primul videoclip cu jocul propriu-zis (în care se arătau scene din mașină, cu împușcături și cu motorul grafic) a apărut pe 17 aprilie 2009 site-ul de recenzii de jocuri video GameSpot ca parte a interviului cu producătorul jocului, Denby Grace. Interviul a fost scos.
Pe 3 august 2010, Sheridyn Fisher, imaginea Playboy Swim 2010, a devenit ambasadorul oficial alMafia II. Implicarea lui Sheridyn a făcut parte dintr-o înțelegere între 2K Games și revista Playboy pentru a folosi 50 din coperțile vintage și postere de la mijlocul revistei în Mafia II. Acestea pot fi colecționate (mai pot fi colecționate și postere cu gangsteri căutați de poliție) și vizualizate în joc. Un demo al jocului a fost lansat pe 10 august 2010 pe Steam, Xbox Live Marketplace și PlayStation Network.
Cuvântul fuck este rostit de peste 200 de ori, mai mult decât în The House of the Dead: Overkill, fiind un record în domeniul jocurilor.

### Ediția japoneză (cenzurată)
În ediția japoneză, imaginile din Playboy au fost cenzurate, sânii sau fundul fiind acoperiți cu dungi negre deși jocul a primit ratingul „Z”, adică joc pentru cei peste 18 ani.

### DLC-uri
Au fost lansate trei DLC-uri: The Betrayal of Jimmy română Trădarea lui Jimmy, Jimmy's Vendetta română Razbunarea lui Jimmy și Joe's Adventures română Aventurile lui Joe, precum și alte pachete cu îmbrăcăminte, arme și  mașini noi.